# Пьяноса
Пьяно́са (итал. Isola di Pianosa) — остров в Средиземном море, входит в состав Тосканского архипелага. Административно остров Пьяноса является фракцией коммуны Кампо-нель-Эльба в составе провинции Ливорно региона Тоскана.

## География
Высшая точка острова — 29 м над уровнем моря, откуда и название (от итал. pianura — «плоский»).

## История
Первые люди появились на острове в позднем палеолите. Во времена Древнего Рима на острове размещалось римское поселение Планасия, с театром и катакомбами. В 6 году н. э. император Октавиан Август отправил в ссылку на остров своего внука и потенциального наследника престола Агриппу Постума, который был здесь же убит по приказу императора Тиберия в 14 году. В Средние века за обладание островом боролись Пиза и Генуя. Хотя документы XVIII века подтверждают, что остров некогда был покрыт густым лесом, но рыбаки и завезённые ими животные покончили с естественной древесной растительностью Пианозы. В 1858—1998 годах Пианоза исполняла роль тюрьмы строгого режима, где среди прочих содержались особо опасные мафиози.

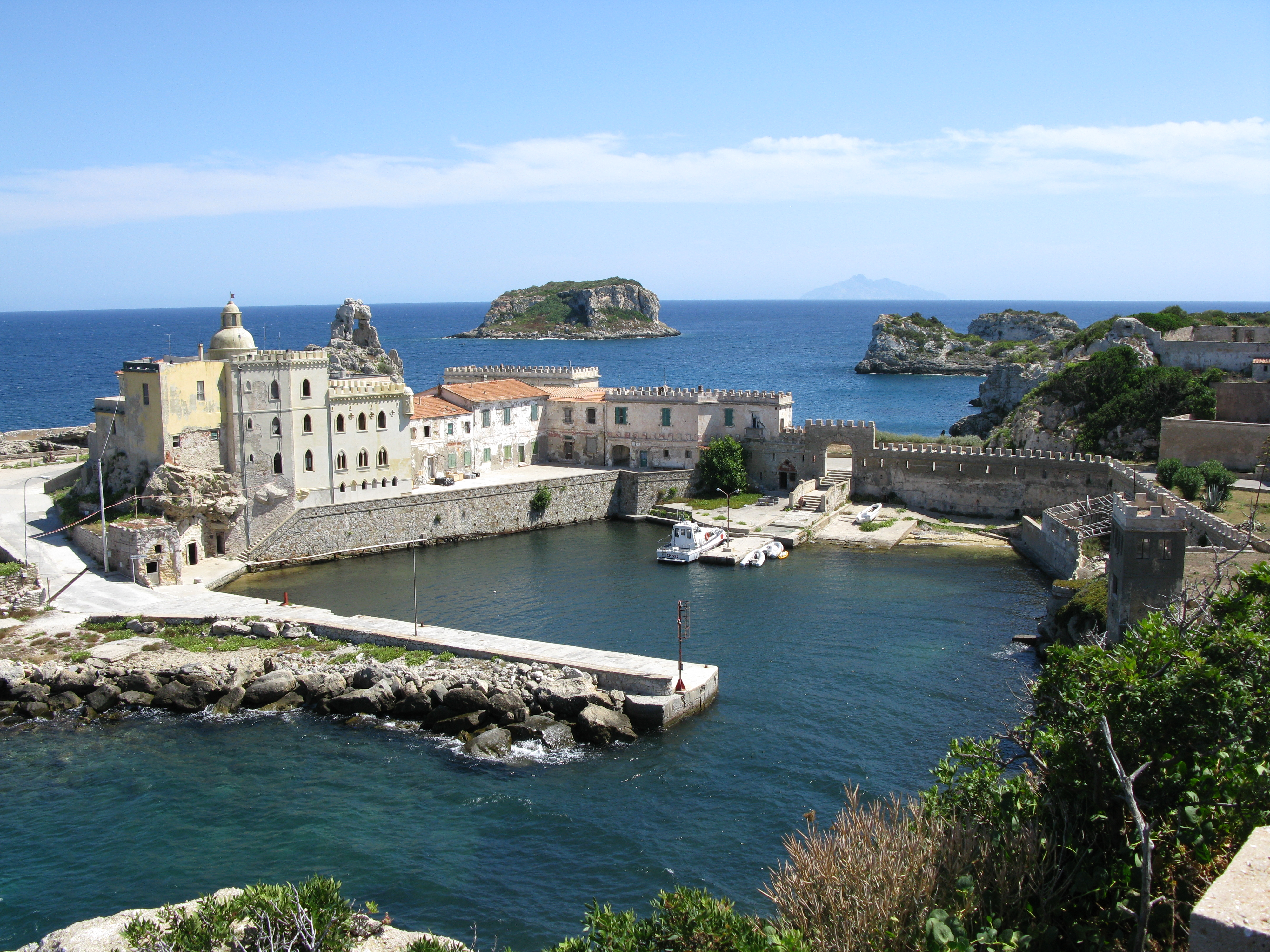
Бухта Пьяносы

## В культуре
Остров Пьяноса получил известность благодаря абсурдистскому антивоенному роману Джозефа Хеллера «Уловка-22». Действие романа происходит на Пьяносе, где, согласно сюжету, размещена 488-я эскадрилья 27-й воздушной армии, хотя сам автор оговаривает, что остров, «безусловно, чересчур мал, чтобы вместить описанные события».
Существует ещё один, меньший, остров с названием Пьяноса в Адриатическом море.